# Pantha du Prince

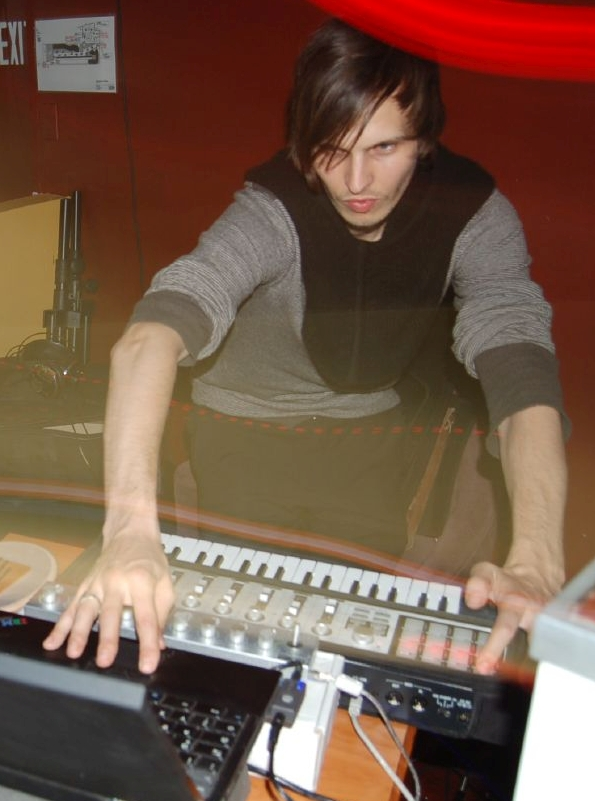
Pantha du Prince live in Boston, 2007

Pantha du Prince (bürgerlich Hendrik Weber; * 1975 in Bad Wildungen) ist ein deutscher Techno-Musiker, Komponist und Konzeptkünstler. Er veröffentlichte auch unter Pseudonymen wie Panthel oder Glühen 4.

## Geschichte
Webers Debüt als Pantha du Prince, Nowhere, erschien 2002 als 12"-Veröffentlichung. Ein paar Jahre später folgte das erste Studioalbum Diamond Daze (2004). Das Album wurde von den Kritikern positiv aufgenommen. Manche Kritiker erwähnten die Affinität Webers zum britischen Shoegaze der späten 80er mit Bands wie Slowdive, Moose, Ride oder My Bloody Valentine. Seine Vorliebe für Detroit Techno im Stil von Carl Craig oder Minimal Techno wie von Chain Reaction zeigte sich ebenfalls. Eine Zeit lang war er auch als Bassist der Hamburger Band Stella tätig.
Nach einer Remix-12"-Veröffentlichung (Butterfly Girl Versions, 2005) sowie neuem Material (Lichten/Walden, 2006) veröffentlichte Weber sein zweites Studioalbum als Pantha du Prince: This Bliss, 2007. Auch dies wurde von den Kritikern positiv aufgenommen. 2010 wechselte er von Dial zu Rough Trade Records, bevor er sein drittes Album veröffentlichte. Black Noise wurde durch Aufnahmen beeinflusst, die Weber in Wäldern und Landschaften in der Schweiz aufnahm.
Bei der Echoverleihung 2011 wurde er für Black Noise mit dem Kritikerpreis ausgezeichnet. Seit dem Jahr 2014 ist er Stipendiat des Musicboards Berlin in der Künstlerresidenz Villa Aurora in Los Angeles.

## Diskografie (Auswahl)

### Alben
- 2003: Das Schweigen der Sirenen (als Glühen 4, Dial)
- 2004: Diamond Daze (Dial)
- 2007: This Bliss (Dial)
- 2010: Black Noise (Rough Trade)
- 2011: XI Versions Of Black Noise (Rough Trade)
- 2013: Elements of Light (mit The Bell Laboratory, Rough Trade)
- 2016: The Triad (Rough Trade)
- 2020: Conference of Trees (Modern Recordings)
- 2022: Garden Gaia (Modern Recordings)

### Singles
- 2002: Nowhere (Dial)
- 2005: Butterfly Girl Versions (Dial)
- 2006: Lichten/Walden (Dial)
- 2009: Behind The Stars (Dial)

## Ausstellungen (Auswahl)

### Einzelausstellungen
- 2004: Death by a light of a phonograph in Nomadenoase, Hamburg
- 2007: Eisenkaute in Nomadenoase, Hamburg
- 2010: Transitory Triplet im Splace Berlin, Fernsehturm am Alexanderplatz, Berlin
- 2010: Pantha du Prince in Gallery of Modern Art Brisbane, Australien
- 2013: Pantha du Prince & The Bell Laboratory in Queen Elizabeth Hall, South Bank Center London

### Gruppenausstellungen
- 2005: No competitive offers in Dial at ARTIS, Den Bosch, Niederlande
- 2010: Based in Berlin in Kunstwerke, Berlin
- 2013: in C by Terry Riley, Pantha du Prince & The Bell Laboratory im Barbican, London

### Kuratorische Arbeiten
- 2011: Kunst als Klang in Vittorio Manalese, Berlin

## Auszeichnungen
- 2011: Echo in der Kategorie „Kritikerpreis“
- 2014: Musicboard Berlin – Villa-Aurora-Stipendium in Los Angeles